# توئین سیتی (جورجیا)
توئین سیتی، جورجیا (به انگلیسی: Twin City, Georgia) یک شهر در ایالات متحده آمریکا با جمعیت ۱٬۷۵۲ نفر است که در جورجیا واقع شده‌است.